# Feuilleea virgultosa
Feuilleea virgultosa là một loài thực vật có hoa trong họ Cucurbitaceae. Loài này được (Desv.) Kuntze mô tả khoa học đầu tiên năm 1891.